# Joseph Bouvier des Éclaz
Pour les articles homonymes, voir Joseph Bouvier et Bouvier.
Joseph Bouvier des Éclaz, né le 3 décembre 1757 à Belley dans l'Ain et mort le 12 janvier 1820 dans cette même ville, est un général français de la Révolution et de l’Empire.

## Biographie

### Du simple dragon au major
Il entre comme dragon au 11e régiment le 7 novembre 1778. Il fait la campagne de 1779 en Hanovre, puis sert la même année à l'armée des côtes au Havre, sous les ordres du comte de Vaux. Fait brigadier le 4 avril 1782 puis maréchal des logis le 13 septembre 1784, il devient maréchal des logis-chef le 10 mai 1786 et adjudant sous-officier le 1er mars 1789. Il accède ensuite au grade de lieutenant le 3 juin 1792 et fait en cette qualité la campagne de cette année et celle de 1793 à l'armée du Rhin. Il est alors sous les ordres des généraux en chef Custine et Beauharnais. Capitaine le 8 mars de cette dernière année, il est employé à l'armée de Sambre-et-Meuse.
Il se trouve d'abord à la bataille de Fleurus le 26 juin 1794, où il a un cheval tué sous lui et un autre blessé. En 1795, il se signale particulièrement en avant de Bamberg par une charge contre l'ennemi, auquel il fait plusieurs prisonniers. Sa bonne conduite sur le champ de bataille de Friedberg, le 12 janvier 1797, le fait nommer le même jour chef d'escadron à la suite par le général en chef Hoche[réf. nécessaire]. 
Pendant les campagnes des ans V et VI, il remplit les fonctions de chef d'état-major de la division du général Klein à l'armée d'Angleterre et à celle d'Helvétie. Un arrêté du 16 février 1799 le confirme dans son grade. Il est employé en l'an VIII à l'armée du Rhin. Il se trouve à la bataille de Hohenlinden, le 3 décembre 1800, et est chargé par le général Lecourbe, dans le fort de l'action, de se porter avec 1 200 hommes sur les derrières de l'ennemi. Il exécute ce mouvement avec promptitude et énergie, ce qui contribue beaucoup au gain de la bataille. Nommé major du 17e régiment de dragons le 29 octobre 1803, il est fait chevalier de la Légion d'honneur le 4 germinal an XII. 

### Général de l'Empire
Bouvier des Éclaz donne de nouvelles preuves de bravoure à la bataille d'Austerlitz le 2 décembre 1805. Il reçoit son brevet de colonel du 14e régiment de dragons le 20 septembre 1806 avant d'être élevé au grade d'officier de la Légion d'honneur le 14 mai 1807. C'est à cette époque qu'il fait la campagne de Prusse et de Pologne dans la division de dragons du général Klein, appartenant à la réserve de cavalerie du maréchal Murat.
Envoyé à l'armée d'Espagne en 1808, il est promu général de brigade le 8 octobre 1810. Il se distingue à la bataille de Gebora le 19 février 1811 et est mentionné honorablement dans le rapport du maréchal Mortier, duc de Trévise. Il se couvre également de gloire à Santa-Martha et Villalba le 15 juin suivant, actions à la suite desquelles il obtient la décoration de commandant de la Légion d'honneur le 6 août de la même année. Napoléon le crée baron de l'Empire en 1808. Appelé en Russie en 1812, à la tête de la brigade de carabiniers, il déploie la plus intrépide valeur à la bataille de la Moskova, ce qui lui mérite les éloges du prince Eugène sous les ordres duquel il est placé. Rentré en France en vertu d'un ordre du 3 mars 1813, il commande successivement le département de la Frise du 17 juillet au 6 septembre, et celui des Bouches-de-la-Meuse du 7 septembre jusqu'à l'évacuation de la Hollande par les troupes françaises. 

### Dernières années
Après la Première Restauration le 4 juin 1814, il est fait chevalier de Saint-Louis par ordonnance royale du 19 juillet 1814. Il reste en non-activité jusqu'au retour de Napoléon qui lui confie, le 14 avril 1815, le commandement et l'organisation des gardes nationales de la 6e division militaire dans le département de l'Ain. Admis à la retraite le 15 novembre suivant, il est fait lieutenant général honoraire le 19. Il meurt le 12 janvier 1820. Son nom est inscrit sur de l’arc de triomphe de l’Étoile, côté Nord.
Les écrits du général Saint-Chamans dressent un portrait peu flatteur de Bouvier des Éclaz, décrit comme un « homme sans moyens et qui s'effrayait de tout ».

## Décorations
- Légion d'honneur :
  - Légionnaire le 4 germinal an XII (25 mars 1804), puis,
  - Officier le 14 mai 1807, puis,
  - Commandant de la Légion d'honneur le 6 août 1811 ;
- Ordre royal et militaire de Saint-Louis :
  - Chevalier de Saint-Louis le 19 juillet 1814 ;
- Chevalier de l'Ordre de la Couronne de Fer en 1811.

## Titres
- Baron de l'Empire le 22 novembre 1808.

## Hommage, honneurs, mentions…
- Le nom de BOUVIER des Eclatz est gravé au côté Nord (9e colonne) de l’arc de triomphe de l’Étoile, à Paris.

## Armoiries
| Figure | Blasonnement |
|        | Armes du baron Bouvier des Éclaz et de l'Empire (décret du 19 mars 1808, lettres patentes du 22 novembre 1808 (Paris)), Écartelé : au 1, de sinople, au dragon ailé d'argent, armé et lampassé de gueules, la queue nouée ; aux 2 du quartier des barons sortis de l'armée ; au 3, d'azur, au buffle passant d'or ; au 4, d'or, à trois chevrons d'azur, acc. en chef de deux grenades d'argent, allumées de gueules, et en pointe d'une molette aussi d'argent., Armes parlantes (Buffle/Bouvier (métier)). Livrées : les couleurs de l'écu. Il y a une erreur de représentation dans le blason ci-contre. Au 3, il est représenté un ovin passant d'argent au lieu d'un buffle passant or. |